# جرندة (مقاطعة)
مقاطعة جيرونا (بالكاتالانية: província de Girona، بروبيسيا دي جيرونا ؛بالإسبانية: provincia de Gerona، بروبيثيا دي خـيرونا) هي مقاطعة إسبانية تقع في شمال شرق الدولة، تقع ضمن حدود منطقة كتالونيا. عاصمتها هي مدينة جيرونا، تنقسم المقاطعة إلى 221 بلدية.

## الجغرافيا
تقع مقاطعة جرندة في شمال شرق إسبانيا تحدها من الشمال فرنسا، ومن الجنوب والغرب مقاطعة برشلونة، ومن الشرق البحر الأبيض المتوسط، ومن الشمال الغربي مقاطعة لاردة.
تبلغ مساحة مقاطعة جيرونا 5.910 كم².

## الديموغرافيا
يبلغ عدد سكان مقاطعة جرندة 756.810 نسمة عام 2011 (وفقاً للمعهد الوطني للإحصاء الإسباني).
فيما يلي قائمة أكبر البلديات من حيث عدد السكان (بتاريخ 1 يناير 2011):
1. جيرونا 96.722 نسمة
2. فيغيراس 44.765 نسمة
3. يوريت دي مار 40.282 نسمة
4. بلانس 39.834 نسمة
5. أولوت 33.725 نسمة
6. سالت 30.389 نسمة
7. بالافروخيل 22.816 نسمة
8. سانت فيليو غيكسولس 21.814 نسمة
9. روساس 19.731 نسمة
10. بانيولاس 19.159 نسمة

## أعلام
- ألبيرت دالماو
- غاسبار كازال